# 邢子舟
邢子舟（1914年—1965年），又名邢之舟，邢志舟，原名邢崇道，陕西高陵杏王村人，中华人民共和国政治人物。
早年求学于西安中山中学，后组织学生运动，并被逮捕，之后自首释放，任教于高陵城南草市小学。1937年，参加延安抗日军政大学第一期学习，后经周艺轩、许宗岳介绍，加入中国共产党，担任临潼县栎阳区地下党区委书记。1941年，担任边区关中分区税务局局长。1946年，升任中共关中地委社会科副科长、关中地委供给科科长。1949年，担任高陵县县长，后调任西北军政委员会交通部业务科，任办公室主任。1953年，升任西北行政委员会办公厅副主任。整风运动中被开除党籍。后调任国务院商业部组技局储运处处长。1965年去世。